# The Satan Pit
"The Satan Pit" é o nono episódio da segunda temporada da série britânica de ficção científica Doctor Who. Exibido pela primeira vez em 10 de junho de 2006 na British Broadcasting Corporation (BBC), o episódio foi dirigido por James Strong e escrito por Matt Jones. "The Satan Pit" é a segunda parte de uma história divida em duas partes, sendo "The Impossible Planet" sua primeira parte.
No episódio, enquanto a TARDIS parece estar perdida, Rose Tyler (Billie Piper) e o resto dos humanos estão presos na base, encurralados pelos Ood, que estão possuídos pela criatura conhecida como "a Besta". No interior do planeta impossível, que flutua em volta de um buraco negro, o Doutor—um alien viajante do tempo interpretado por David Tennant—está prestes a descobrir o que é exatamente a Besta.

## Enredo
O episódio começa imediatamente após os eventos de "The Impossible Planet", com o Doutor e Ida investigando uma estranha porta no interior do planeta Krop Tor. Enquanto isso, Rose e o resto da tripulação fogem dos Ood, que foram possuídos pela Besta, após, aparentemente, ela ter deixado o corpo de Toby. O Doutor entra em contato com a tripulação, revelando que nada passou pela porta. Ele se oferece para descer no poço para investigar mais, mas o capitão Zach ordena que todos se reagrupem para que ele possa executar a "estratégia nove". No entanto, Ida e o Doutor ficam presos quando o cabo do elevador se rompe.
A tripulação se esforça para impedir o avanço dos Ood e chegar até o foguete enquanto o Doutor usa o cabo do elevador para descer o poço. A Besta se comunica com ele e com o resto da tripulação por meio dos Ood, explicando que é o epítome do mal de diversas religiões e que foi selado no poço antes do universo existir. Quando a corda acaba, o Doutor decide se desprender e cair no abismo. Ida se vê incapaz de voltar a superfície e com o ar prestes a acabar. Durante o ataque dos Ood, Sr. Jefferson fica para trás e morre, permitindo que Zack, Rose, Danny e Toby embarquem no foguete e fujam.
O Doutor sobrevive a queda e descobre que pode respirar. Ele encontra desenhos nas paredes das caverna que representam a batalha final da Besta e seu aprisionamento, e também dois jarros em pedestais distantes poucos metros um do outro. Ao tocar em um dos jarros, a caverna se ilumina e a forma física da Besta aparece diante do Doutor. Por conta dos grunhidos ininteligíveis da Besta, ele rapidamente deduz que sua consciência já escapou. Ele nota que Krop Tor era uma prisão perfeita para ela, pois se a Besta escapasse o planeta ruiria, destruindo-a. O Doutor percebe que deve sacrificar Rose e os outros para destruí-la, e então começa a destruir os jarros. Com os geradores destruídos, o planeta começa a ser sugado pelo buraco negro assim como o foguete. Aceitando seu destino, o Doutor zomba da Besta enquanto foge da caverna até que se depara com a TARDIS.
A bordo do foguete, o colapso do campo gravitacional faz com que a consciência da Besta revele que ainda possui Toby. Rose pega a arma do capitão Zach e atira no vidro frontal da nave, e então desata o cinto de segurança de Toby, que é sugado pelo buraco negro. No lugar do vidro surge um escudo que impede que os outros também caíam do foguete, mas ele ainda não é capaz de escapar do campo gravitacional. De repente, a turbulência some e o foguete começa a se afastar do buraco. Confuso, o capitão Zach fica feliz ao ouvir o Doutor dizer que está puxando a nave com a TARDIS. Ele pergunta pela Rose e, brincando, se dispõe a negociá-la em troca de Ida. O Doutor que não teve tempo para salvar os Ood, que foram vítimas da posse da Besta. Uma vez seguros, cada equipe parte para o seu destino.

## Produção
Para a criação de um enredo que explorava o tema de seres sendo possuídos por foças demoníacas, Russell T Davies, o produtor executivo da série, se baseou no filme Prince of Darkness, de John Carpenter. A Besta foi criada em resposta a uma observação do produtor Phil Collinson que notou que nenhum dos inimigos do Doutor, durante a primeira temporada, foi, se tratando de tamanho, tão grande quanto um deus. Davies disse que enviou os designers visuais à companhia de Simon Bisley para que eles pudessem observar seus desenhos, conhecidos por seus músculos grotescos. Embora houvesse um consenso sobre a forma de como seria a Besta, devido a possíveis cortes de orçamento na produção, várias sugestões alternativas foram disponibilizadas à Jones, como um idoso, um olho gigante ou uma jovem menina—esta última baseada em Angel.
As filmagens da história que compreende "The Impossible Planet" e "The Satan Pit" começaram em 28 de fevereiro de 2006 e a primeira locação foi Wenvoe, Cardiff que serviu como a caverna onde a Besta estava selada. Como as gravações ocorreram em uma pedreira aberta, Jones escreveu diálogos extra para caso chovesse ou nevasse. A gravações na Pedreira Wenvoe continuaram em 3 de março, quando também foi filmada a cena em que o Doutor desce abismo a dentro. As Clearwell Caves, em Gloucestershire também serviram como a prisão da Besta.

## Exibição e recepção
O episódio foi exibido pela primeira vez em 10 de junho de 2006 pelo canal BBC One quando foi assistido por 6,31milhões de pessoas, o que levou Doctor Who a ser o décimo nono programa com mais telespectadores da semana. "The Satan Pit" obteve um índice de aprovação de 86% por parte do público.
Dave Golder da revista SFX qualificou o fato de uma entidade maligna tentar tomar o controle de uma raça ligada telepaticamente de "uma ideia sólida" para uma série de ficção científica. Golder disse que na primeira parte Tennant teve uma atuação "exagerada" e que em "The Satan Pit" ele faz sua melhor e mais sutil performance. Ele também gostou da aparição da Besta, pois ela acabou com arrogância do Doutor. O crítico criticou a "preguiça" na recuperação da TARDIS e disse que a previsão da Morte de Rose poderia ser algo mais assustador. Escrevendo para a Slant Magazine, Ross Ruediger disse que o episódio tem sequências de ação intensa tomadas de Aliens e que nem mesmo tenta disfarçar. Ruediger também elogiou os personagens e atenção que é dada a cada detalhe deles. Além disso, Tennant teve sua melhor atuação, segundo Ruediger.